# McDaniel Nunatak
McDaniel Nunatak är en nunatak i Antarktis. Den ligger i Östantarktis. Nya Zeeland gör anspråk på området. Toppen på McDaniel Nunatak är 666 meter över havet.
Terrängen runt McDaniel Nunatak är kuperad åt nordväst, men åt sydost är den platt. Terrängen runt McDaniel Nunatak sluttar brant österut. Trakten är obefolkad. Det finns inga samhällen i närheten.